# Nicolas Imbernon
Nicolas Imbernon (* 30. November 1929 in Port-de-Bouc; † 11. April 1992 in Violès) war ein französischer Fußballspieler. Er absolvierte 140 Spiele in der ersten französischen Liga.
Seine Profikarriere begann Imbernon 1951 bei Stade Français. Dort spielte er in der Zweiten Liga, kam allerdings lediglich zu zwei Einsätzen. Nach einer kurzen Zwischenstation beim CA Paris kam er 1953 zum FC Metz. Drei Jahre lang spielte er dort als Stammspieler in der ersten Liga. 1956 wechselte er zu Stade Rennes. Mit Rennes stieg er 1957 in die zweite Liga ab, schon ein Jahr später gelang allerdings der Wiederaufstieg. 1959 verabschiedete sich Imbernon nach 140 Spielen und zwölf Toren aus der ersten Liga und wechselte nach Montpellier in die zweite Liga. Von 1961 bis 1963 war die AS Troyes in der zweiten Liga seine letzte Profistation. In der zweiten Liga absolvierte er insgesamt 180 Spiele. Von 1966 bis 1967 war ein Amateurverein in Avallon seine letzte Station vor dem Karriereende.